# John Butler
För andra betydelser, se John Butler (olika betydelser).
John Butler, född 1 april 1975 är en amerikansk-australisk musiker. Han är frontman i John Butler Trio, ett band där han lyckats få 2 platinumskivor i Australien med, Three (2001) och Living 2001-2002 (2003). Hans album Sunrise Over Sea debuterade som nummer 1 den 15 mars 2004 och sålde guld under första veckan som den fanns tillgänglig.